# Vicelinkirche St. Jacobi

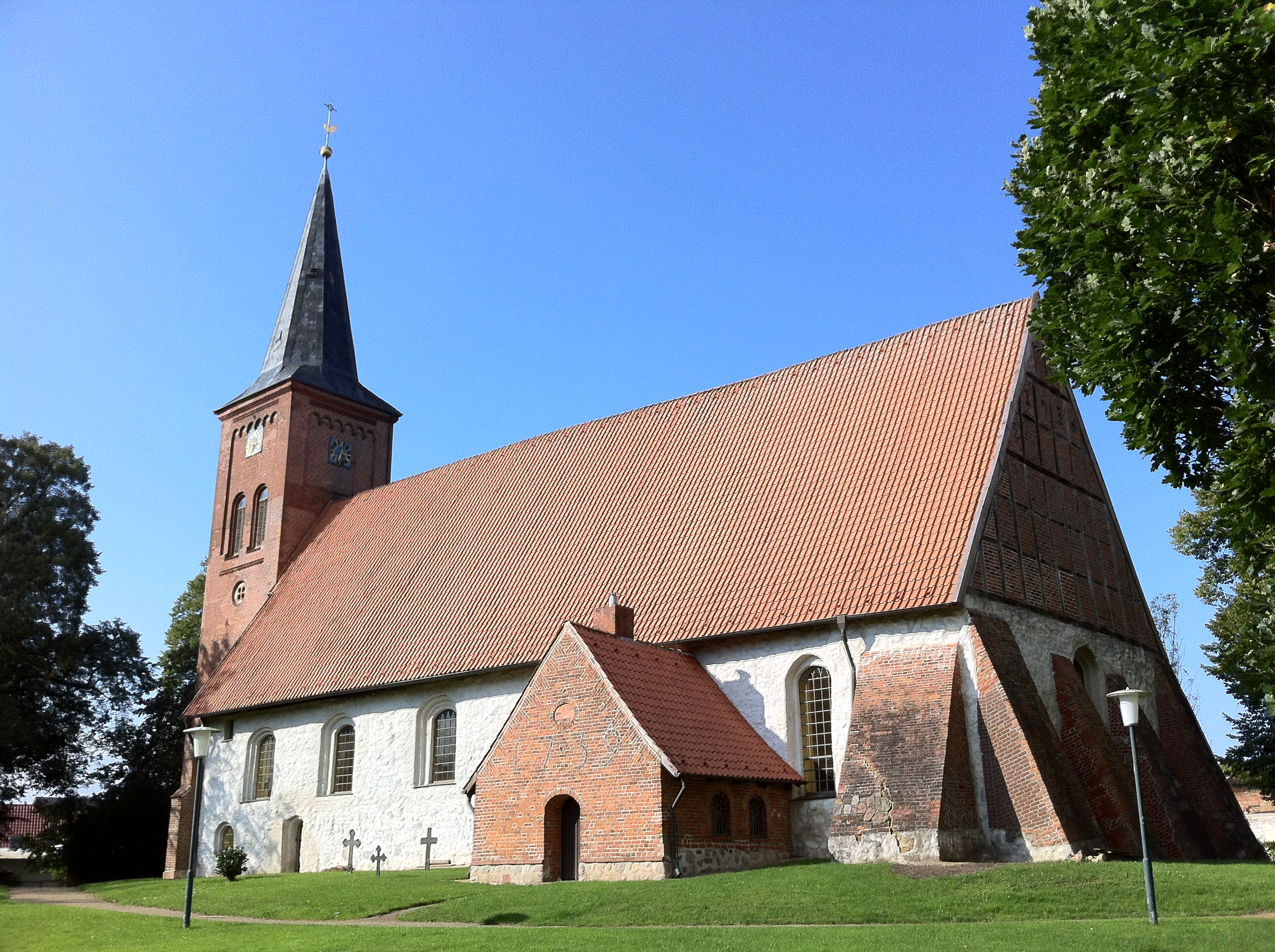
Evangelische Vicelinkirche St. Jakobi zu Bornhöved

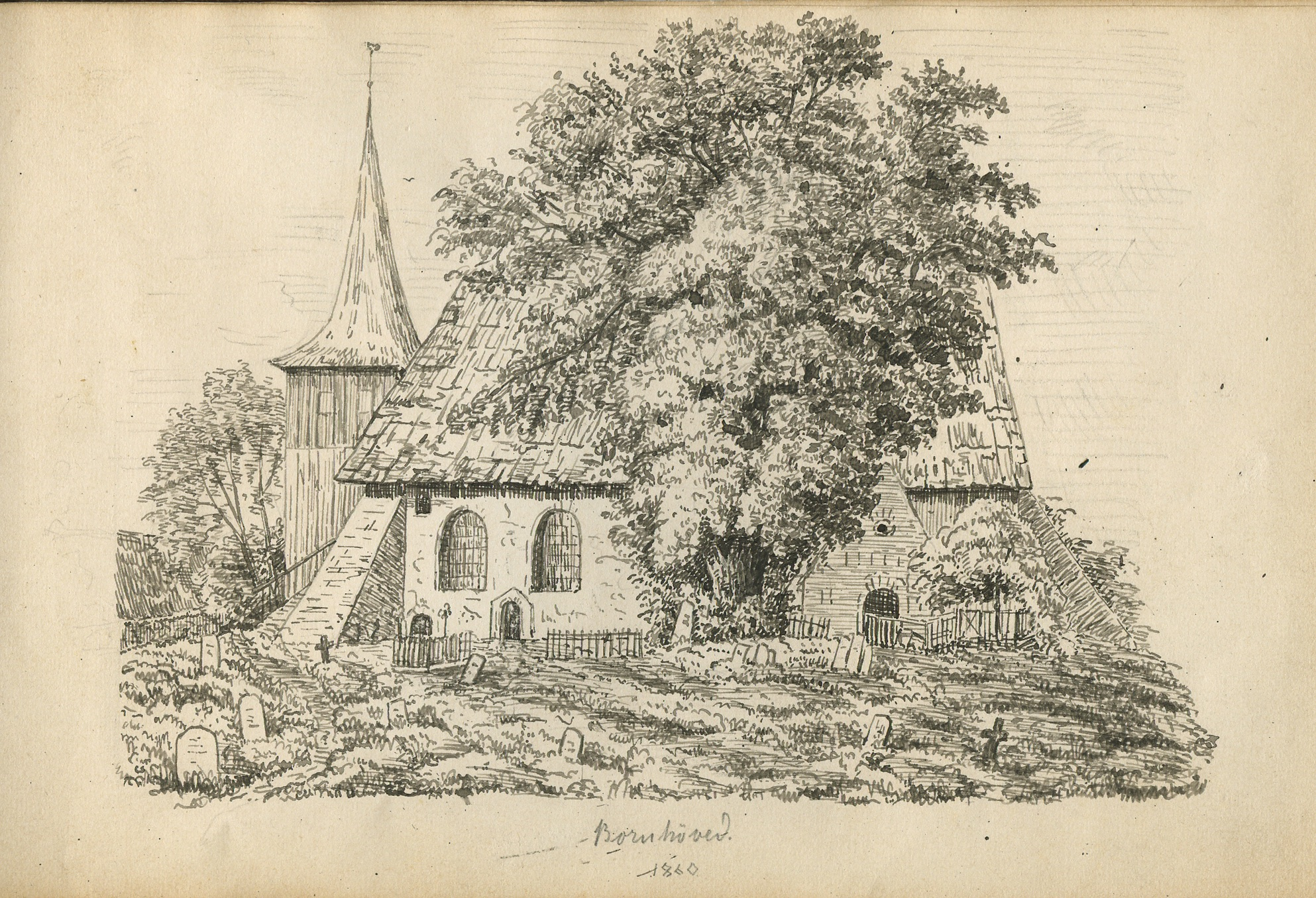
Die Vicelinkirche St. Jakobi zu Bornhöved im Jahr 1860 mit dem alten Holzturm und Friedhof; Federzeichnung des 15-jährigen, späteren Architekten Johannes Vollmer

Die evangelisch-lutherische Vicelinkirche St. Jakobi ist eine Kirche in Bornhöved im deutschen Bundesland Schleswig-Holstein. Sie gehört zu den Vicelinkirchen.

## Geschichte
Die Bornhöveder Kirche St. Jacobi wurde im Jahr 1149 durch den Oldenburger Bischof Vizelin geweiht. Sie war ursprünglich eine Wehrkirche, da Bornhöved im Grenzbereich zwischen Holsten und dem Gebiet der Wenden lag. Bei Ausgrabungen im Bereich des Altarraumes wurden die Fundamente einer auf 980 datierten Tauf- und Missionskapelle gefunden.
1739 wurde das Kinderhaus, die heutige Sakristei, angebaut, welches früher als Aufenthaltsraum für die Täuflinge diente. Um 1859 wurde dieser Raum als Leichenhaus genutzt. Bis 1873 fanden alle Bestattungen auf dem ca. ein Hektar großen Friedhof rund um die Kirche statt. Dann wurde der Friedhof am Nordausgang des Dorfes angelegt und dort 1878 eine Kapelle gebaut.

## Baubeschreibung
Die Wände des Kirchenschiffes sind aus Feldsteinen errichtet und mit Segeberger Kalk gemauert. Die Kirche wurde aus Feldsteinen und Gips in der sogenannten Kletterschaltechnik erbaut, so dass die Feldsteine ursprünglich nicht zu erkennen waren, sondern die Kirche aussah wie aus großen, ebenmäßigen, teueren Quadersteinen aufgemauert. Dieser Effekt wurde vermutlich durch farbige Bemalungen vorgetäuschter Fugen auf dem Putz innen und außen noch verstärkt. Erst später wurde die Gipsschicht abgeschlagen, so dass die unebene Feldsteinwand sichtbar wurde. Die später entstandene Ostmauer der Kirche wird durch vier starke Strebepfeiler gestützt. Ehemalige romanische Fenster sind an der Nordmauer noch ersichtlich.
Der jetzige 40 Meter hohe Turm neuromanische Turm wurde 1866 errichtet. Der vorherige Turm war aus Holz, hatte ein Schindeldach und war mit Kiefernbrettern verkleidet.

## Innenraum und Ausstattung
Innen ist die Kirche mit einer Balkendecke aus dem 17. Jahrhundert gedeckt, die 1963 wieder freigelegt wurde. Von der mittelalterlichen Kirchenausstattung hat sich nichts erhalten. Ältestes Inventar ist die Rokoko-Kanzel. Die Figuren der 1937 von Otto Flath geschaffene Altarwand wurden bei der Renovierung 2001 umgestellt. Die Orgel mit 21 Registern auf zwei Manualen und Pedal stammt von 1976 und ist ein Werk von Paschen Kiel Orgelbau. In ihr sind zehn Register der vorherigen Orgel von Marcussen & Søn von 1865 integriert.

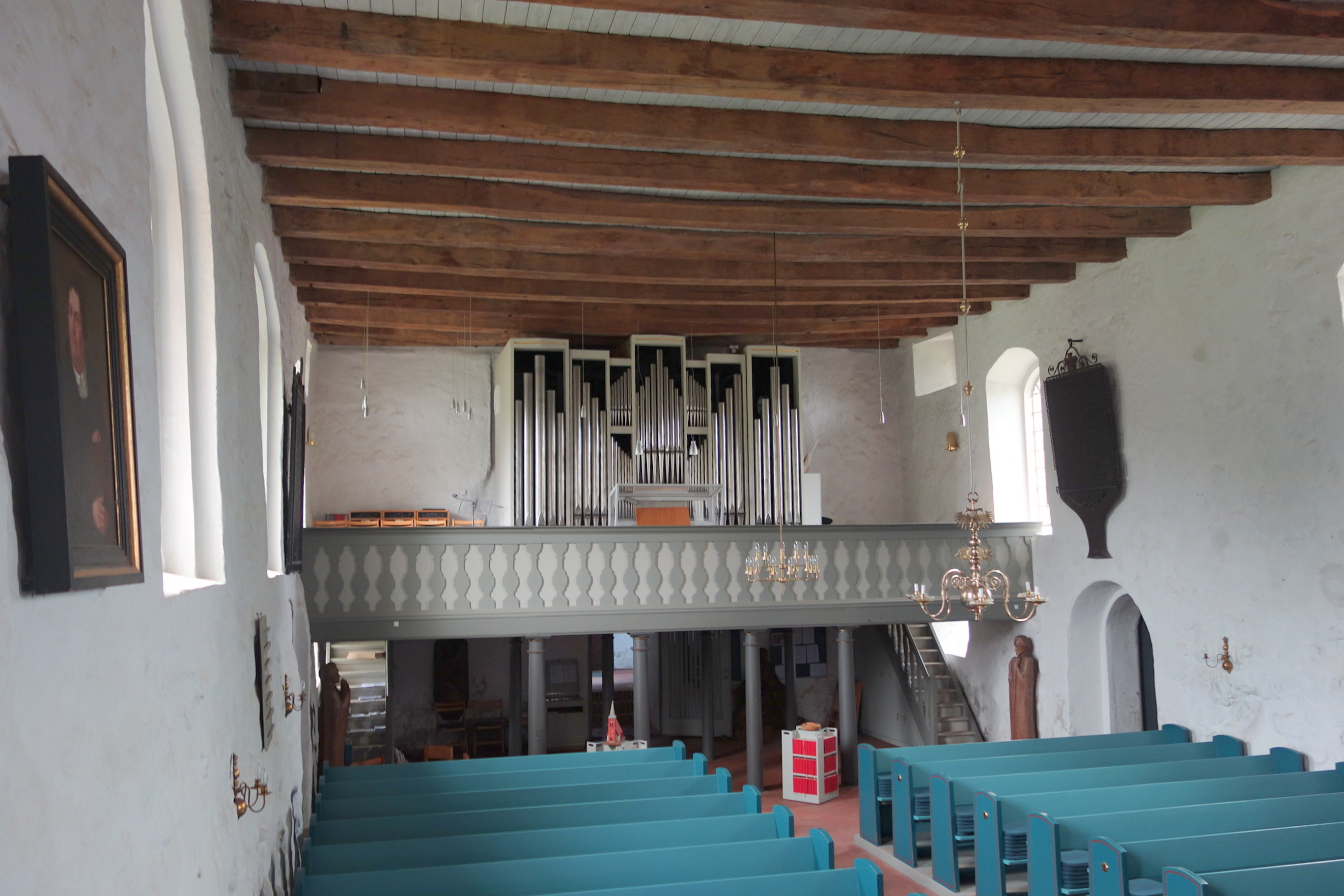
Innenraum
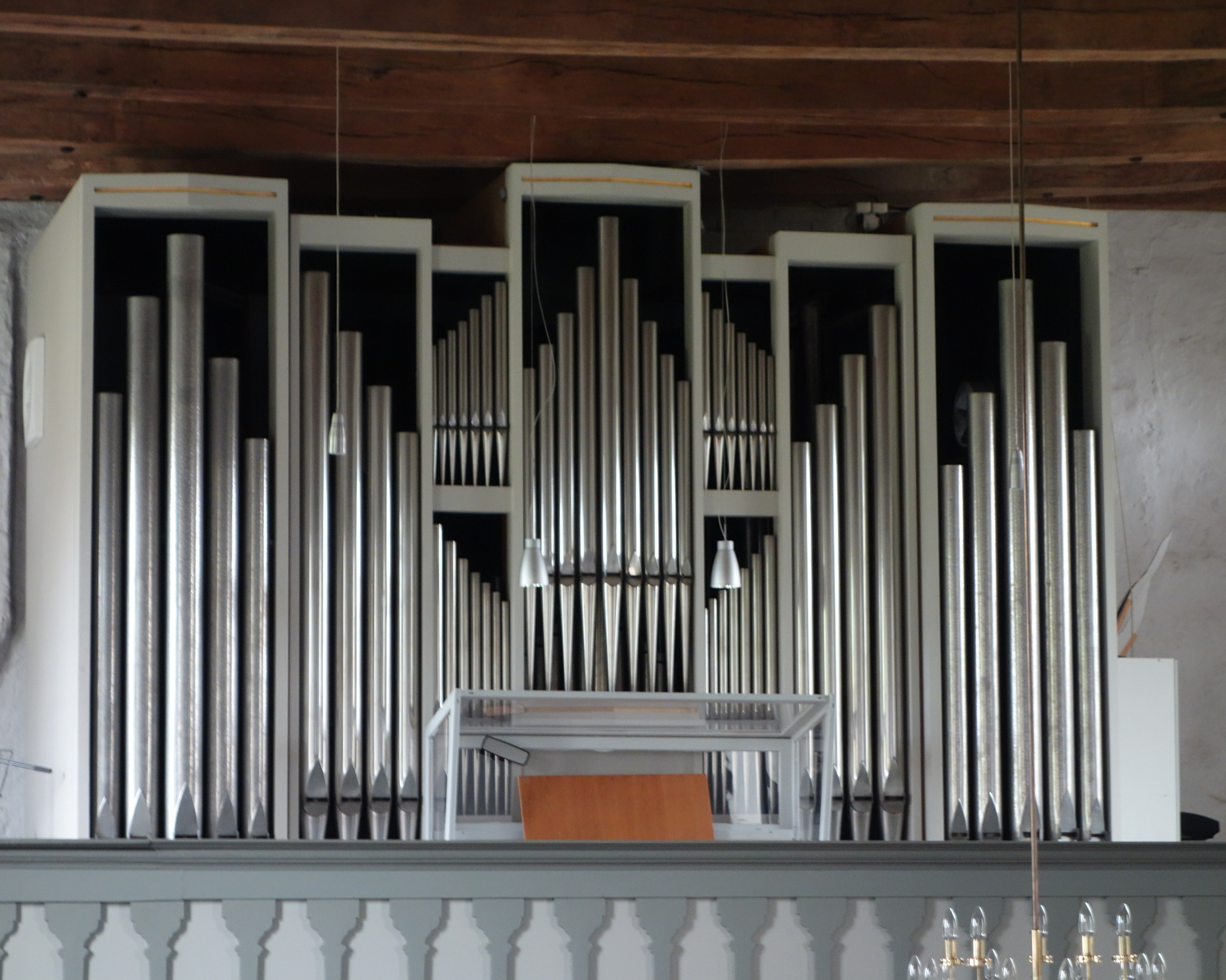
Orgelprospekt
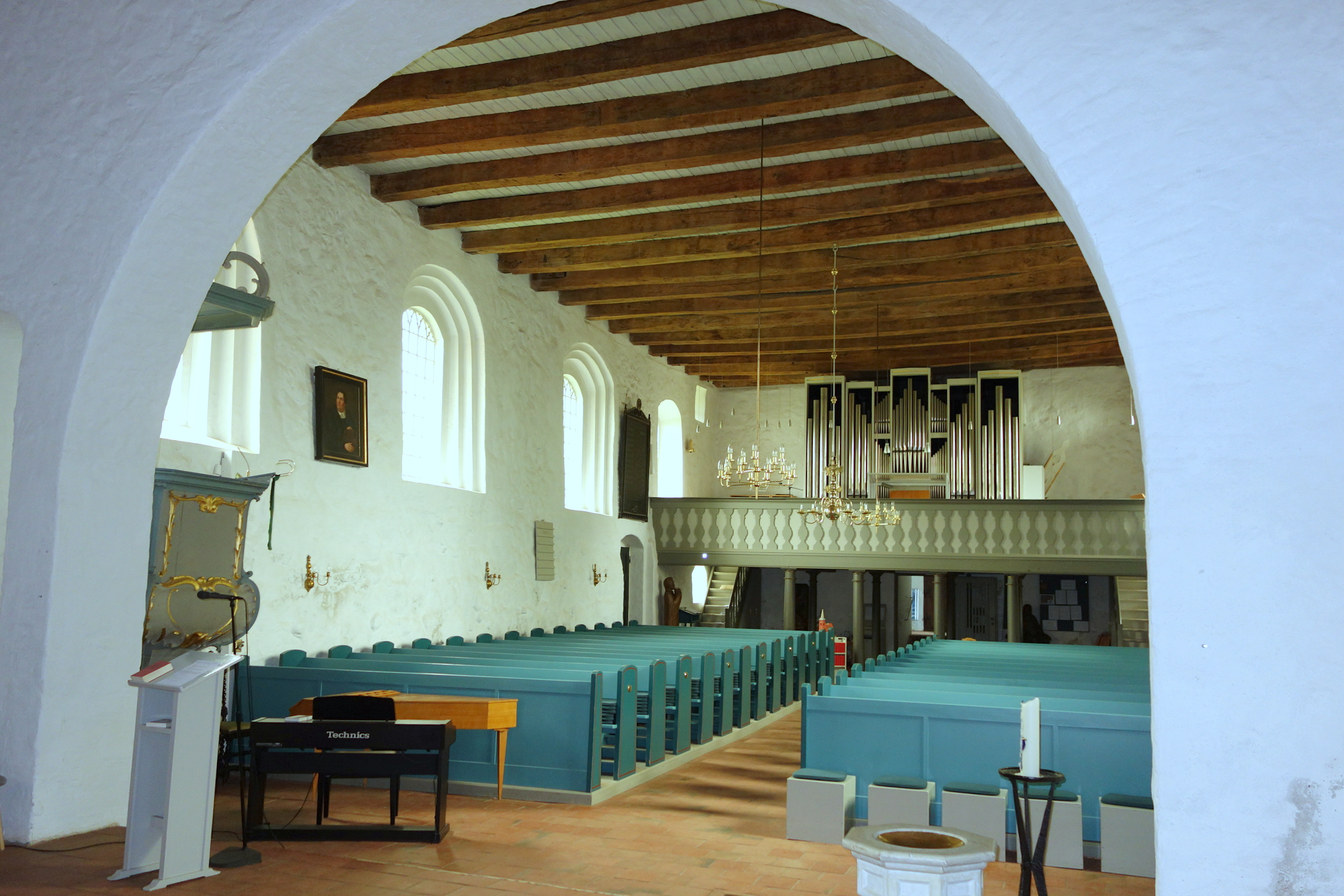
Innenraum

## Gemeinde
Die Kirchengemeinde ist Teil der Evangelisch-Lutherischen Kirche in Norddeutschland. Zur Kirchengemeinde gehören die Dörfer Bornhöved, Altenrade, Belau, Daldorf, Damsdorf, Gönnebek, Kalübbe, Rendswühren, Schmalensee, Stocksee, Tarbek, Tensfeld und Vierhusen, die teils zum Kreis Plön und teils zum Kreis Segeberg gehören.